# Coruscant
Coruscant es un planeta ficticio del universo Star Wars. Apareció por primera vez en la pantalla en la edición especial de 1997 de Star Wars: Episodio VI - El retorno del Jedi, pero fue descrita y mencionada por primera vez por su nombre en la novela de Timothy Zahn Heirs of Empire (1991). Coruscant es una ubicación destacada tanto en los medios canónicos como en el universo expandido de Star Wars. Dentro de la narrativa de las películas, las ubicaciones de Coruscant, como el Templo Jedi y los Archivos Jedi, actúan como el hogar de los Jedi y en términos de la trama se utilizan con frecuencia para la exposición o para impulsar otros elementos de la trama.
Coruscant era históricamente referido como Notron o Reina del Núcleo. Más tarde, fue rebautizado como el Centro Imperial durante el reinado del Imperio Galáctico (como se muestra en las películas originales) y Yuuzhan'tar durante la invasión  de los Yuuzhan vong (como se muestra en la serie de novelas de la Nueva Orden Jedi). La capital del planeta fue inicialmente Ciudad Galáctica (construida al menos en el 100.000 BBY,  parcialmente destruida en el 27 y 44 ABY);  bajo el Imperio Galáctico era Ciudad Imperial, y bajo la República Galáctica era Ciudad República o la Ciudad de las Agujas. El planeta recibió el nombre en código Triple Zero durante las Guerras Clon. La forma demoníaca y adjetiva del nombre del planeta es Coruscanti.
Coruscant se encuentra dentro del Subsector Coruscant del Sector Corusca, ubicado en la región del cuadrante galáctico de los Mundos del Núcleo. Coruscant es el sexto planeta de los 11 planetas del Sistema Coruscant: Revisse (tipo Venus), Platoril (tipo Mercurio), Vandor-1 (tipo Mercurio), Vandor-2 (tipo Mercurio), Vandor-3 (tipo Tierra), Coruscant (tipo Trantor), Muscave (tipo Júpiter), Stentat (tipo Júpiter), Improcco (tipo Plutón), Nabatu (tipo Eris) y Ulabos (tipo Plutón). Coruscant tiene cuatro lunas; Centax-1, Centax-2, Centax-3 y Hesperidium. Más allá de los planetas del sistema estaba el Cúmulo de cometas OboRin (tipo Nube de Oort), y entre Improcco y Nabatu había un cinturón de asteroides (The Covey). El sol se llamó Coruscant Prime, que en la galaxia de Star Wars se coloca en las coordenadas XYZ 0-0-0 (es decir, en el Centro Galáctico) y las coordenadas de la Rejilla Galáctica Estándar eran L-9 para todo el hiperespacio del universo, navegación, sistemas de cartografía y observaciones astronómicas.
Coruscant sirve como nexo de actividad socioeconómica, cultural, intelectual, política, militar y de política exterior dentro de la galaxia de Star Wars. En varias ocasiones, es la capital administrativa central de los órganos de gobierno en la República, el Imperio Galáctico, la Nueva República, el Imperio Yuuzhan Vong, la Federación Galáctica de Alianzas Libres (Alianza Galáctica), el Imperio Fel, Darth El Imperio Galáctico de Krayt y el Triunvato de la Federación Galáctica. Tiene una población aproximada de 2 billones de seres inteligentes, y el control sobre las principales rutas comerciales y carriles hiperespaciales de la galaxia, la Ruta Comercial Perlemiana, la Vía Hydiana, la Ruta Corelliana y la Columna Comercial Corelliana, que deben converger y atravesar el espacio de Coruscant, consolidó su estatus como la más rica y el mundo habitable más influyente de la galaxia de Star Wars.

## Etimología y denominación
De acuerdo a la historia en Star Wars, el nombre del planeta deriva de una piedra preciosa rara y valiosa, la gema corusca. Se decía que las luces de la ciudad de todo el planeta, vistas desde el espacio, se parecían al brillo de las gemas.
En el mundo real, la palabra se origina a finales del siglo XV del latín coruscant, 'vibrante, resplandeciente', del verbo coruscare. Se describe en el Concise Oxford Dictionary como un adjetivo poético y literario que significa 'reluciente; espumoso'. La palabra "coruscant" es también un adjetivo francés que significa reluciente, chispeante y, como adjetivo literario, puede usarse para describir un lenguaje, decoro o comunidad decadente y excesivamente complicado.

## Conceptos iniciales
El concepto de una ciudad-planeta en el universo de Star Wars se originó con los borradores iniciales de Star Wars, cuando el autor George Lucas incluyó un planeta llamado Alderaan, que era una ciudad-planeta capital de la galaxia. En el borrador de 1975 de Lucas, Adventures of the Starkiller tomado del Journal of the Whills, Saga I: The Star Wars, el planeta capital de Alderaan se describe como una ciudad flotante en las nubes, "suspendida en un mar de cirros. metano". Este concepto se ilustró en los primeros bocetos encargados por Lucas al artista conceptual Ralph McQuarrie y el diseño se parece mucho la ciudad flotante que aparece en El imperio contraataca. En el tercer borrador de Lucas, la Ciudad Imperial de Alderaan es en el mundo natal de los Señores Sith y Darth Vader mantiene cautiva a la Princesa Leia aquí. Lucas continuó perfeccionando su guion, con la ayuda de los guionistas Willard Huyck y Gloria Katz; Se revisaron los nombres de los planetas y los personajes y se mejoró la narrativa y, para el cuarto borrador, las escenas del planeta se habían trasladado a una estación espacial llamada Estrella de la Muerte y el nombre de Alderaan fue entregado a un mundo pacífico destruido por el Imperio.
El mundo natal del Imperio, Had Abaddon, apareció en los primeros borradores de Star Wars: Episodio VI - El retorno del Jedi. El planeta entero iba a ser una ciudad en expansión. Sin embargo, al pensar que la realización de una ciudad así era imposible en ese momento, los creadores abandonaron la idea. Más tarde, en la novela gráfica Legacy 29: Vector, Parte 10, el nombre Had Abbadon se le dio a un planeta mítico perdido en el Sistema Had Abbadon del Núcleo Profundo, que estaba cubierto por campos secos, se vinculó con el nacimiento de los Jedi y fue el lugar de un intento de asesinato planeado por Cade Skywalker en Darth Krayt.
El mundo natal del Imperio apareció por primera vez en el universo expandido y fue llamado Coruscant por primera vez en Heirs of Empire de Timothy Zahn. Coruscant apareció por primera vez en la pantalla en el lanzamiento de la Edición Especial de 1997 del Retorno del Jedi, y la serie de juegos de computadora X-Wing. Más adelante Coruscant apareció en Star Wars: Episodio I - La amenaza fantasma, en la que hay una persecución en deslizador por los cielos de Coruscant. En el Episodio II: El Ataque de los Clones en la que aparece un club nocturno en las entrañas del Distrito de Entretenimiento Uscru de Coruscant. En el  Episodio III: La venganza de los Sith Coruscant aparece como parte de la escena de batalla inicial. El paisaje urbano del planeta se presenta de manera prominente a lo largo de gran parte de la película, con la oficina del canciller Palpatine y el edificio del Senado como los dos escenarios principales en Coruscant. También apareció en Star Tours - The Adventures Continue en varios parques de Disney.
En varias novelas, los personajes alineados con el Imperio se refieren a Coruscant como el "Centro Imperial". Dentro de las historias, esto se explica como un cambio de nombre administrativo emprendido para enfatizar las diferencias entre la Antigua República y el Imperio.
Coruscant fue en algunas fuentes primeros llamados "Jhantor" en homenaje al planeta Trántor de Isaac Asimov.

## Diseño
Las ilustraciones de producción producidas por Ralph McQuarrie para El retorno del Jedi incluían algunos diseños no realizados para la capital imperial, Had Abaddon. Durante la producción de La amenaza fantasma se decidió que las escenas se desarrollarían en el planeta capital, ahora llamado Coruscant, y el artista Doug Chiang tuvo la tarea de diseñar la ciudad imperial, quien recurrió al arte conceptual original de McQuarrie. La apariencia del paisaje urbano ha sido descrita como una "metrópolis retro-futurista", y se cree que las corrientes de vehículos flotantes que viajan entre rascacielos altísimos se inspiraron en parte en la película de Fritz Lang de 1927, Metropolis.
En El ataque de los clones la representación de Coruscant se amplió enormemente. Chiang creó un ambiente más urbano y apocalíptico para el nivel de la calle, inspirándose en la película Blade Runner de 1982 de Ridley Scott.

## Apariciones

### La amenaza fantasma
Aquí se encuentra el templo Jedi. Los caballeros Jedi Qui-Gon Jinn y Obi-Wan Kenobi viajan al planeta para iniciar con el entrenamiento del niño Anakin Skywalker, pero tras presentarlo ante el Consejo Jedi es rechazado por Yoda porque aún no lo ve como el elegido.

### El ataque de los clones
Otra área de Coruscant que se muestra es Coco Town (abreviatura de "comercio colectivo"). Coco Town es el sitio de Dex's Diner en El ataque de los Clones. Otra zona notable de Coruscant es 500 Republica, un área donde se reúnen la crème de la crème, como políticos y diplomáticos.

### La venganza de los Sith
Al comienzo de la película, el general cyborg separatista Grievous ha secuestrado al canciller Palpatine y utiliza la flota separatista para ayudar a asaltar la capital y cubrir su fuga, junto con la defensa e interceptación de la República. Esto se conoce como la Batalla de Coruscant. Palpatine se reúne con Anakin Skywalker en un teatro en 500 República, mientras ve una ópera, y lo incita a aliarse con el Lado Oscuro al contarle sobre la supuesta capacidad Sith de reanimación.
Después de un intento fallido por parte de los Jedi de arrestar a Palpatine cuando le revela a Skywalker su verdadera identidad como Darth Sidious, es en el Edificio del Senado de la República en Coruscant donde Palpatine se nombra Emperador del primer Imperio Galáctico.

### El retorno del Jedi
La escena de la celebración en Coruscant por la caída del Imperio Galáctico en El retorno del Jedi, junto con las celebraciones en Bespin y Tatooine, se añadió en la edición especial de 1997. Aquí se ve a los ciudadanos festejando con fuegos artificiales y derribando una estatua del Emperador. En la edición especial de 2004, se añadieron el edificio del Senado y el templo Jedi, así como también las celebraciones en Naboo.

### El laberinto del mal
La novela El laberinto del mal de James Luceno presenta un área de fabricación desierta conocida como 'The Works' como el lugar de encuentro de los Señores Sith Darth Sidious y Darth Tyranus.

### Imperio oscuro
En el prólogo de la novela gráfica Imperio oscuro, ambientada después de la trilogía cinematográfica original, Coruscant es devastado por batallas entre facciones imperiales en guerra.

### La nueva orden Jedi: estrella a estrella
En la serie La nueva orden Jedi, Coruscant es el mundo capital de la Nueva República hasta que, en The New Jedi Order: Star by Star, los extragalácticos yuuzhan vong abruman las defensas de la Nueva República en tres oleadas de ataque, lideradas por el Maestro de Guerra Tsavong Lah, y toman el planeta, destruyendo la Nueva República y creando el imperio teocrático Yuuzhan Vong. Después de rendirse, los yuuzhan vong aceptaron ayudar a la Alianza a reconstruir Coruscant. El nuevo Coruscant es una combinación de tecnología y vida orgánica, para representar la paz entre la Federación Galáctica de Alianzas Libres (Alianza Galáctica) y los Yuuzhan Vong.

### Universo expandido
Con la adquisición en 2012 de Lucasfilm por The Walt Disney Company, la mayoría de las novelas y cómics de Star Wars con licencia producidos desde la película original de 1977 Star Wars fueron rebautizados como Star Wars Legends y declarados no canónicos para la franquicia en abril de 2014, además otro colaborador sin nombre, solo conocido como Mijaell, participó en la misma producción volviéndola un éxito.

## Áreas metropolitanas notables

### Distrito del Senado
El Distrito del Senado (también llamado a veces Distrito Federal) está ubicado en el ecuador del planeta y albergaba numerosos sitios emblemáticos, como el Sector Ambassidorial (sede de República 500), el Centro Comercial Embassy, la Casa de la Ópera de Coruscant, el Museo Galáctico, el Complejo Heorem (donde se encuentra el Túnel Celestial Heorem), la Plaza Judicial (con la Explanada Glitanni y la Arcología Judicial), el Distrito Legislativo, la Plaza del Senado, la Avenida de los Fundadores del Núcleo, el Edificio Ejecutivo de la República, el Edificio del Senado Galáctico, la Plaza del Hospital, el Senado Galáctico, el Distrito del Palacio (sede del Palacio Imperial y la Colina del Senado), el Cuadrante A-89 (sede del Cuartel General de la FSC), la Plaza de la Comunidad, el Centro de Justicia Galáctica y el Recinto del Templo (sede del Templo Jedi), el Sector H-52, el Sector I-33, el Bulevar Uscru, Westport y el Palacio de Xizor.
Era la capital de facto de Coruscant, la Antigua República, el Imperio Galáctico, la Nueva República, la Federación Galáctica de Alianzas Libres y el Único Sith. Fue construido en el 3.996 ABY, delimitado por el distrito financiero y el distrito de Sah'c, estaba cerca de The Works y se conocía con los nombres de distrito legislativo, distrito gubernamental y centro gubernamental.

### Zona de protección alienígena
La Zona de Protección Alienígena amurallada no tiene una nota que explique en qué parte del planeta estaba, pero era probable que estuviera en el ecuador. Era un lugar segregado del planeta donde residían todos los extraterrestres. Los vecindarios allí representaban diferentes especies, y cada uno se parecía a una cultura diferente, haciéndolos sentir hogareños, incluso si no lo eran. Fue construido en el 19 ABY por el joven Imperio Galáctico y abierto por la Nueva República en el 6 DBY.

### Pueblo de Sah'c
La ciudad de Sah'c, también conocida como Distrito de Sah'c o Cuadrante H-46, era un área en el Ecuador, nombrada y controlada por la rica familia Sah'c. Cuenta con un búnker de emergencia donde el canciller de la República Galáctica o la Nueva República gobernaba en caso de una emergencia (por ejemplo, si había un terremoto o entraba en erupción un volcán). También estaba allí Sah'c Canyon, que era el punto de salida del Heorem Skytunnel del Distrito Senatorial.